# Agathaumas sylvestris
Agathaumas sylvestris (pronuncia inglese /æɡəˈθɔːməs/; Cope, 1872; il cui nome significa "grande meraviglia") è un dubbio genere di dinosauro ceratopside, è praticamente sconosciuto, ma di grande importanza storica. È infatti uno dei primi dinosauri cornuti ad essere stato scoperto, nel 1872, nel Wyoming sudoccidentale, da F. B. Meek. In realtà l'autore del ritrovamento, Edward Drinker Cope, pensava che l'Agathaumas, noto solo per alcune grandi ossa della colonna vertebrale rinvenute in strati del Cretaceo superiore (Maastrichtiano, tra 70,6 e 65 milioni di anni fa) degli Stati Uniti, fosse un dinosauro a becco d'anatra particolarmente robusto. Solo con la scoperta del ben noto Triceratops da parte di Othniel Charles Marsh, avvenuta nel 1889, fu chiara l'appartenenza di queste ossa. Agathaumas, comunque, rimane un nomen dubium, anche se è chiara la sua classificazione come ceratopside.

## Storia della scoperta
Attualmente si sa relativamente poco su questa specie, perché gli unici fossili trovati appartengono alla parte posteriore del dinosauro, gambe comprese.
I resti olotipici di Agathaumas furono trovati per la prima volta nel 1872 nel Wyoming sudoccidentale. Sono stati scoperti da Fielding Bradford Meek e Henry Martyn Bannister mentre cercavano conchiglie fossili nella formazione Lance vicino a Black Butte e Bitter Creek. Meek e Bannister furono impiegati dal Geological Survey of the Territories di Ferdinand Vandeveer Hayden e informarono il paleontologo Edward Drinker Cope del ritrovamento. Lo stesso Cope ha perquisito la cresta vicino a Black Butte e ha riscoperto il sito di Meek, trovando enormi ossa che sporgevano dalle rocce vicino a una vena di carbone. Le ossa erano conservate in sedimenti di sabbia e argilla, pieni di bastoncini e foglie fossili, a indicare un habitat ricco di foreste. Cope in seguito (nel 1873) descrisse lo scheletro come "il relitto di uno dei principi tra i giganti". Più tardi, nel 1872, Cope pubblicò una descrizione e un nome per l'animale, Agathaumas sylvestris, o "meraviglioso abitante della foresta", in riferimento alle sue grandi dimensioni e all'ambiente rivelato nelle stesse rocce delle sue ossa. Il nome Agathaumas è stato citato come esempio dell'eccitazione di Cope per questa scoperta, che considerava, all'epoca, il più grande animale terrestre conosciuto che fosse mai vissuto. Diversi anni dopo, con la scoperta dei giganteschi dinosauri sauropodi della Formazione Morrison, gli fu chiaro che forme britanniche come Cetiosaurus e Pelorosaurus erano animali terrestri.

### Storia della classificazione

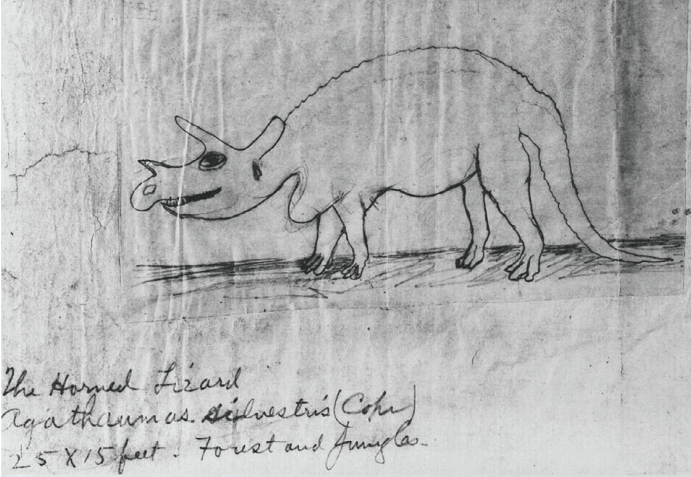
Schizzo di Cope del 1890 di Agathaumas come ceratopsiano basato su Triceratops

Cope originariamente non sapeva a quale gruppo appartenesse Agathaumas, anche se notò che alcuni dei resti erano simili al rettile britannico Cetiosaurus e molto diverso dai corrispondenti elementi di Hadrosaurus e Dryptosaurus (Laelaps). Nel 1882, Othniel Charles Marsh, rivale di Cope nelle Guerre delle Ossa, suggerì che Agathaumas, insieme a Cionodon, un altro taxon di Cope, fosse un Hadrosauride. Nel 1883, con la sua descrizione del cranio di Edmontosaurus (Diclonius), Cope suggerì anche che i suoi taxa Agathaumas, Monoclonius e Dysganus potessero essere Hadrosauride. Cope non assegnò Agathaumas al gruppo ora riconosciuto come Ceratopsia fino alla fine del 1889, quando Cope riconobbe che i suoi generi Monoclonius e Polyonax erano imparentati a causa della descrizione di Marsh dei fossili di Triceratops. Marsh aveva già nominato un gruppo per i dinosauri con le corna, Ceratopsidae, ma Cope non riconobbe questo nome di famiglia poiché riteneva che Ceratops non potesse essere distinto da altri taxa; Cope ha eretto un nuovo nome, Agathaumidae. Cope in seguito chiamò altri 2 "Agathaumidi", Manospondylus gigas e Claorhynchus trihedrus, sulla base di fossili frammentari nel 1892, espandendo il suo gruppo a 5 generi.
Dopo la rivalutazione di John Bell Hatcher, Richard Swann Lull e Nelda Wright negli anni 1900 e 1930, tutti i membri di Agathaumidae furono ritenuti dubbi, e il nome di famiglia Ceratopsidae era preferito ad Agathaumidae. Lo stesso Agathaumas fu scoperto essere un dubbio Ceratopside da Hatcher e Lull, così come da John Ostrom e Peter Wellnhofer che lo collocarono come Triceratops sp.

### Specie
La specie tipo è:
- Agathaumas sylvestris Cope, 1872; 16 vertebre dalla coda, al sacro e alla schiena, un bacino parziale e diverse costole

Specie precedentemente riferite ad Agathaumas sono:
- A. flabellatus (Marsh, 1889) Burkhardt, 1892; combinazione alternativa per Triceratops flabellatus;[11] sinonimo di Triceratops horridus.[12]
- A. milo Cope, 1874; inclusa con Thespesius occidentalis da Cope, dubbia a livello della famiglia Hadrosauridae.[13]
- A. monoclonius (Breithaupt, 1994); nomen dubium incluso con Monoclonius sphenocerus
- A. mortuarius (Cope, 1874) Hay, 1901; nomen dubium, combinazione alternativa per Polyonax mortuarius; possibile sinonimo di Triceratops horridus[13]
- A. prorsus (Marsh, 1890) Lydekker, 1893; combinazione alternativa di Triceratops prorsus, inutilizzata da allora
- A. sphenocerus (Cope, 1890) Ballou, 1897; nomen dubium incluso con Monoclonius sphenocerus[14]

Sfortunatamente, a causa della natura frammentaria dell'esemplare olotipo di Agathaumas sylvestris, Agathaumas è un taxon dubbio e non può essere riferito oltre Ceratopsidae. In base alla stratigrafia è probabile che appartenga a Triceratopsini.

## Nella cultura di massa

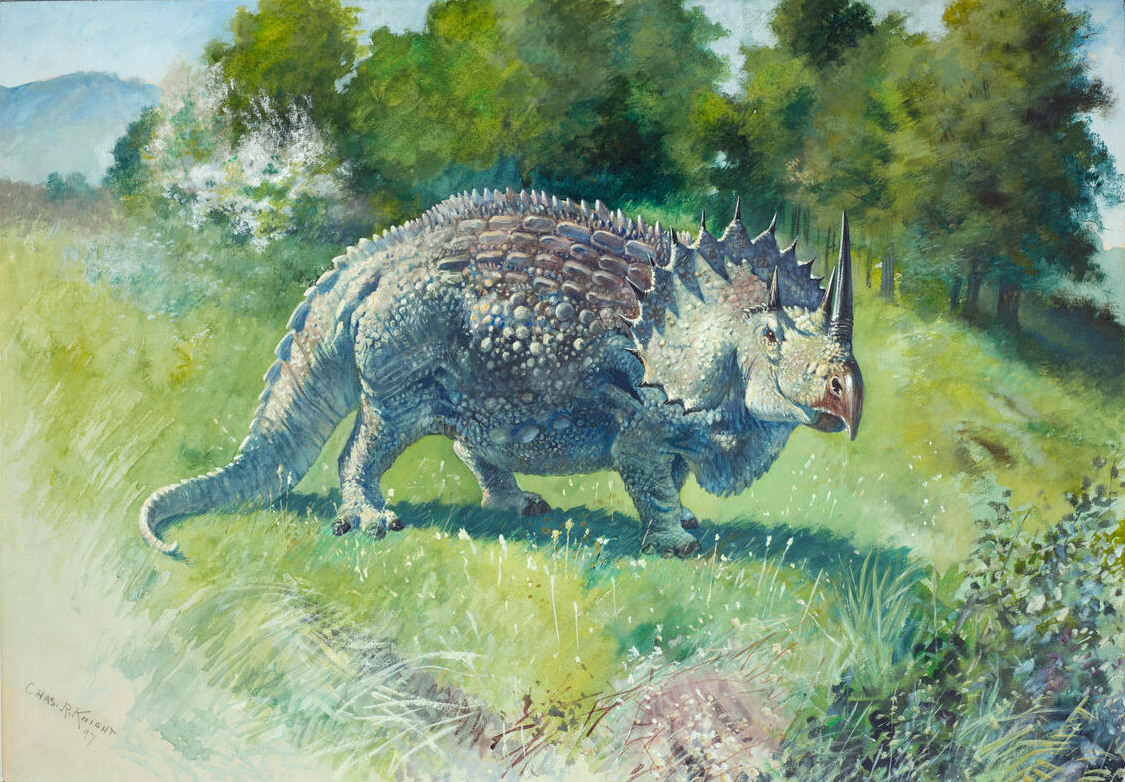
Ricostruzione storica divenuta obsoleta di Charles R. Knight del 1897

L'Agathaumas, nonostante sia noto solo per alcune vertebre, fu preso come modello dal pittore Charles R. Knight, che ricostruì l'animale come una chimera e in modo fantomatico, aggiungendogli connotati presi da altri dinosauri affini, nel 1897. Nel suo dipinto l'artista rappresentò l'animale con un cranio simile all'originale della specie Agathaumas sphenocerus, con un grande corno nasale e due piccole corna sopra gli occhi. Tale cranio era stato originariamente pensato per appartenere al genere Monoclonius ma altri studiosi pensano che potrebbe effettivamente appartenere a Styracosaurus. Per il corpo Charles R. Knight, prese come spunto il corpo della specie Triceratops prorsus. Questa confusione che diede origine alla creazione del fantomatico Agathaumas di Knight, era data dal pensiero collettivo dell'epoca che Monoclonius, Agathaumas e Triceratops fossero tutti parenti tra loro e che differissero solo per la disposizione delle corna e la presenza di aperture nel collare osseo. L'animale venne quindi dipinto con un collare ricoperto di spine come quello di uno Styracosaurus, alle quali si aggiungevano tre lunghe corna sul muso e una corazza ossea sul dorso, simile a quella dei moderni coccodrilli. Questa ricostruzione, del tutto inventata, fu notata nel 1925 da Willis O'Brien, un pioniere del cinema fantastico, che così utilizzò l'Agathaumas in una celeberrima scena di lotta con un Allosaurus ne Il mondo perduto, il primo film tratto dal romanzo omonimo di Arthur Conan Doyle.